# 袁仰安
袁仰安(1905年～1994年)，定海城关（今浙江省舟山市定海区）人，娱乐业企业家、导演。

## 生平
1905年（清朝光绪末年），袁仰安生于浙江省宁波府定海县城关（今舟山市定海区）。袁仰安早年就读并毕业于舟山中学。
袁仰安后随家人移居上海。袁仰安早年学习法律并立志投身法律界。袁仰安毕业于东吴大学法学院，为当时中国最为著名的法学学府。二十世纪20年代末至40年代，袁仰安活跃于上海法律界，是上海滩的知名律师。袁仰安并开设有自己的律师事务所，在上海滩也广有名声。袁仰安也是著名实业家刘鸿生（也是定海人）的法律顾问。
袁仰安也致力于上海的教育事业，并亲自担任上海华东基督教联合会中学的校长。袁仰安也大力提携家乡教育事业。抗日战争时期，日军进攻定海县，舟山中学被迫搬迁至上海，袁仰安鼎力相助。舟山中学在上海与数所学校合并成立华东联合中学，袁仰安被聘任为联合学校的校长。袁仰安并兼任原舟山中学旅沪同学会会长。
20世纪20年代末30年代初，袁仰安还投资上海的出版业、报业和媒业。袁仰安曾创办上海良友图书出版公司，并担任公司董事长。袁仰安主导出版了《中国风貌》（画刊），《良友画刊》和《良友丛刊》，为当时上海闻名的画刊杂志。著名海上作家、报人赵家壁也曾授聘袁仰安的出版公司，并担任总编辑。袁仰安的出版公司还出版了很多左翼作家的作品，风靡上海滩，为推动当时中国的新文化运动做出了贡献。不少大家，包括茅盾，鲁迅，叶圣陶等等，都曾委托袁仰安的出版公司出版作品。
1947年（民国三十六年），袁仰安离开上海，移居香港再次创业。袁仰安接盘长城电影制片厂。当时长城电影制片厂经营惨淡，濒于倒闭，袁仰安将公司改名成立长城电影制片有限公司（简称“新长城”），并出任公司总经理和制片导演，经营得法，使公司起死回生。1957年，中共派人進駐新長城，袁仰安被迫離開，创办新新影業公司，他親力親為，監制和导演不少影片。1968年10月，袁與他一手提拔的長城女星陳思思一起"投奔自由"，脫離左派公司，飛往台灣。袁仰安还创办了当时闻名的《长城画报》，是东南亚最早的电影题材的月刊杂志。袁仰安对推广中国电影在亚洲的影响和发展中国制片、导演贡献巨大。
20世纪70年代初，袁仰安退出电影业，改行投资当时正兴起的制造业尤其是玩具制造业。
1994年1月28日，袁仰安病逝于香港，享寿89岁。

## 著名作品
- 《孽海花》：获选参加英国爱丁堡电影节。
- 《阿Q正传》：获瑞士罗加诺国际电影节银帆奖。
- 《说谎世界》（监制）
- 《绝代佳人》（监制）
- 《迷人的假期》
- 《渔光恋》